# فيفيان هسو
فيفيان هسو هي كاتبة غنائية ومغنية وعارضة وممثلة تايوانية، ولدت في 19 مارس 1975 بتاي شانغ في تايوان.

## وصلات خارجية
- فيفيان هسو على موقع IMDb (الإنجليزية)
- فيفيان هسو على موقع ألو سيني (الفرنسية)
- فيفيان هسو على موقع ميوزك برينز (الإنجليزية)
- فيفيان هسو على موقع أول موفي (الإنجليزية)
- فيفيان هسو على موقع ديسكوغز (الإنجليزية)
- فيفيان هسو على موقع قاعدة بيانات الفيلم (الإنجليزية)
- فيفيان هسو على موقع كينوبويسك (الروسية)
- فيفيان هسو على موقع ANN person (الإنجليزية)